# سیکورسکی ام‌اچ-۵۳

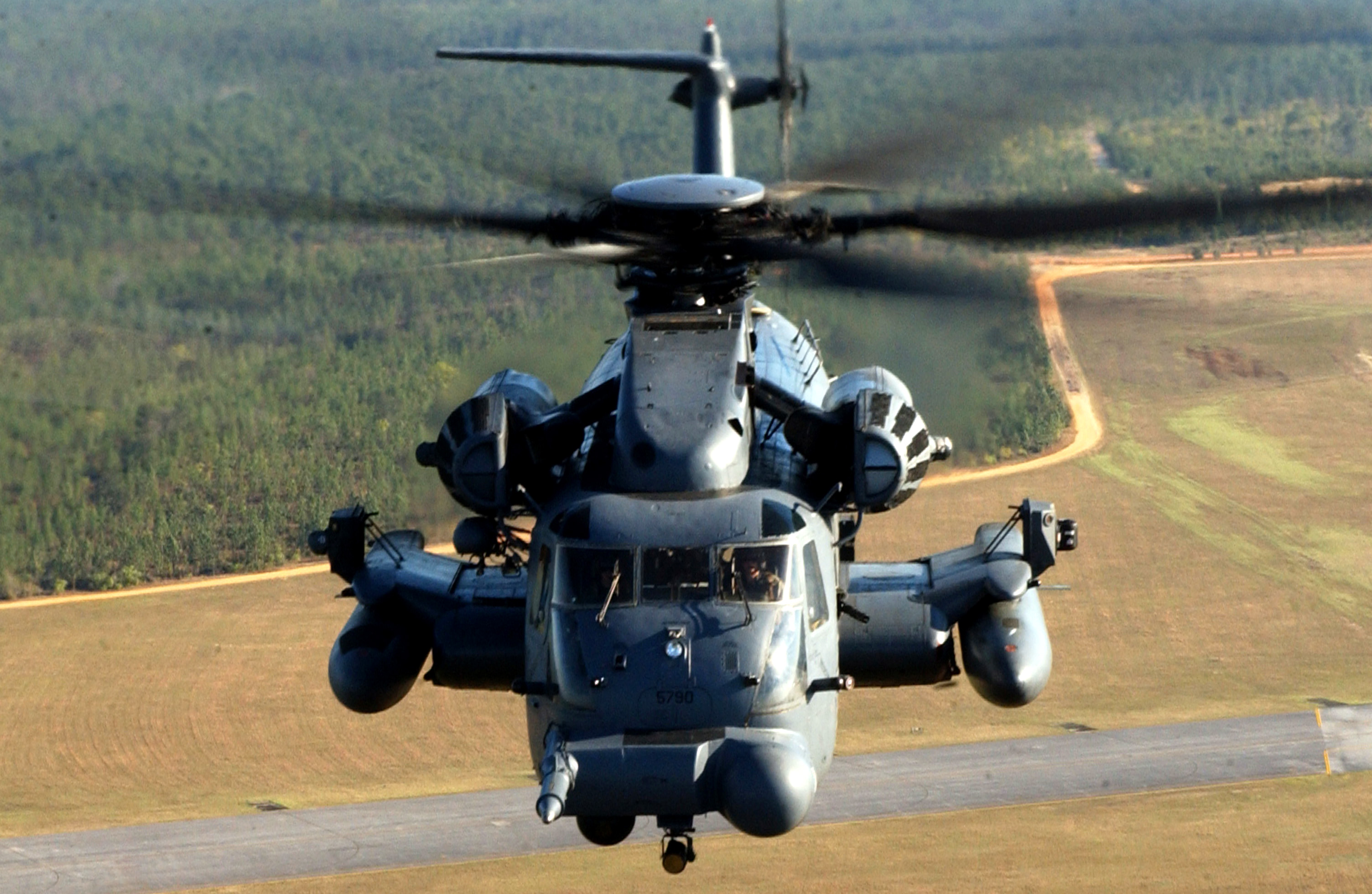
بالگرد ام‌اچ-۵۳ متعلق به ارتش آمریکا

سیکورسکی ام‌اچ-۵۳ (به انگلیسی: Sikorsky MH-53) یک بالگرد آبی-خاکی جهت عملیات امداد و نجات و مین‌روبی، ساخت شرکت سیکورسکی است که برای ارتش آمریکا ساخته شده است.

## ایران
در جریان عملیات پنجه عقاب (عملیات طبس) نزدیک به ۵ عدد از این بالگرد یا متروک یا به تصرف درآمدند.

## تفاوت‌های ام‌اچ با سی‌اچ-۵۳
- بزرگتر شدن محفظه سوخت
- دریچه فرار عقب در قسمت رمپ
- ارتقا دادن سیستم روتور دم
- ارتقای بدنه هلی کوپتر و استوار تر کردن آن
- بازوی یدک‌کش با قابلیت یدک‌کشی ۱۶ تن بار
- رمپ با قابلیت ۹۰ درجه
- نصب جرثقیل با سیستم کنترل هوشمند
- رادار داپلر AN/APN-217(V)2
- نصب رادار AN/APN-171 جهت تعیین ارتفاع
- مسلح شدن به سلاح XM-218 با کالیبر ۵۰

## سیستم‌هایرادیوییوالکترونیکی
- AN/ARC-182 جهت برقراری ارتباط مستقیم و قوی در محدوده‌های یو اچ اف و وی اچ اف
- AN/ARC-174A رادیو با فرکانس بالا
- AN/APX-72 فرستنده خودکار جهت تشخیص دوست از دشمن
- KIT-1A/TSEC کامپیوتر کنترل‌کننده فرستنده‌ها
- TSEC/KY-58 ایمن‌کننده تمامی تماس‌های صوتی
- AN/AIC-14A جهت ارتباطات داخلی

اکثر این سیستم‌های الکترونیکی با مدل‌های بالاتری جایگزین شده‌اند مانند AN/ARC-182 که با مدل پیشرفته AN/ARC-210 جایگزین شده.

## در فیلم‌ها
در فیلم تبدیل شوندگان ۱ رباتی از گروه دسپتیکان‌ها به نام Blackout و در تبدیل شوندگان ۲ رباتی به نام grindor به این هلیکوپتر تبدیل می‌شوند.